# 彼女たちの時間
『彼女たちの時間』（かのじょたちのじかん、仏: La Répétition、英: Replay）は、2001年に製作されたフランスの映画。カトリーヌ・コルシニ監督。
2001年『第54回カンヌ国際映画祭』コンペティション部門出品。『第9回フランス映画祭 (横浜)2001』出品作品（上映邦題は『リハーサル』）。
また、『あいち国際女性映画祭2002』（9月5日）にて上映された。

## キャスト
| 役                 | 俳優                         | 日本語吹替 |
| ------------------ | ---------------------------- | ---------- |
| ナタリー           | エマニュエル・ベアール       | 鈴木ほのか |
| ルイーズ           | パスカル・ビュシエール       | 山崎美貴   |
| マティアス         | ダニー・レヴィ               | 平田広明   |
| ワルテル・アマール | ジャン＝ピエール・カルフォン | 池田勝     |
| ニコラ             | サミ・ブアジラ               | 井上倫宏   |
| マチルド           | マリル・マリーニ             | 久保田民絵 |
| サシャ             | クレマン・エルヴュ＝レジェ   | 小野大輔   |
| アラン             | マルク・ポネット             | 伊藤栄次   |
| 子供の頃のナタリー |                              | 小林麻由子 |

- その他の声の吹き替え：戸部順子／松井範雄／相田さやか／岩崎征実